# Emberiza

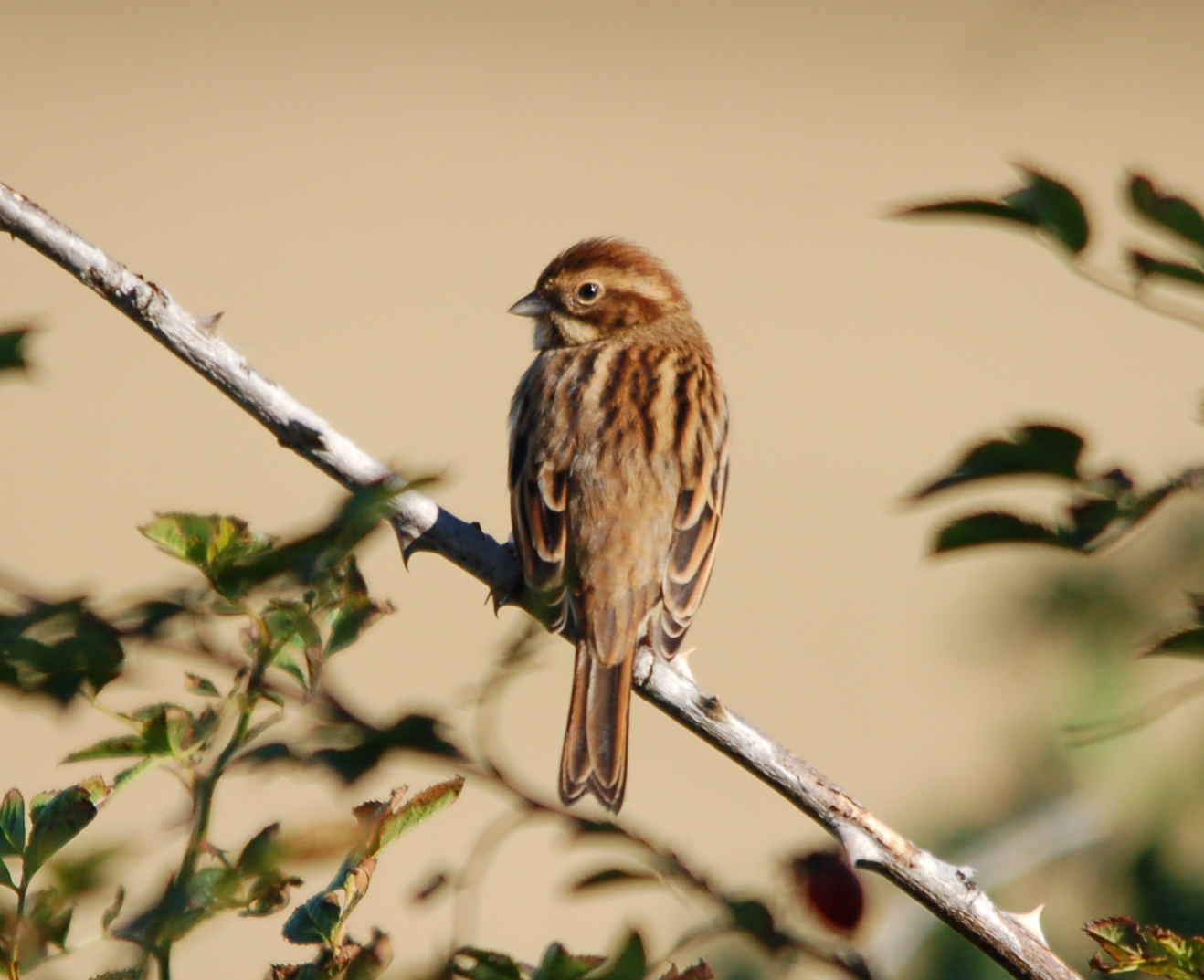
Samička strnada rákosního

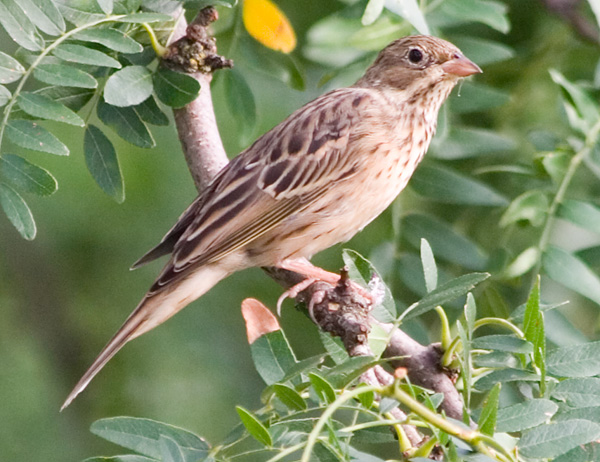
Samička strnada zahradního

Emberiza je jeden ze čtyř rodů strnadů z čeledi strnadovití. Jedná se o velmi početný rod, přičemž jeden druh je dokonce již vyhynulý. Zároveň je ale zástupcem rodu i nejznámější druh čeledi strandovitých; strnad obecný. Patří sem ale například i strnad zahradní. Samotný rod poprvé popsal významný švédský biolog Carl Linné ve svém 10. vydání Systema Naturae roku 1758.
Tato skupina je velmi různorodá a ptáci se vyskytují po celém světě a liší se i vzhledem. Obecně jsou to jednotvárně zbarvení ptáci, jejichž zbarvení je převážně hnědé nebo černé, avšak například právě strnad obecný je výrazně žlutý. Podobně je zbarvení strnad černohlavý, který je tak převážně žlutě zbarvený. Druhy strnad hnědohlavý, obojkový, viničný, cvrčivý, obecný, zahradní, bělohlavý, černohlavý, malinký, rolní a strnad rákosní se vyskytují i v Česku, některé zde dokonce hnízdí. Na druhou stranu, strnad japonský obývá převážně, jak již název napovídá, Japonsko.
Ve většině případů jde o ptáky, kterým dle IUCN připadá status málo dotčený (LC), avšak existují výjimky. Mimo prehistorického druhu Emberiza alcoveri mají například strnad obojkový nebo podhorský status zranitelný. Strnadi šedí, bělohrdlí a japonští jsou téměř ohrožení a strnadu Jankowského přísluší status ohrožený.

## Druhy
- Strnad hnědohřbetý (Emberiza affinis)
- Emberiza alcoveri †
- Strnad obojkový (Emberiza aureola)
- Strnad hnědohlavý (Emberiza bruniceps)
- Strnad pustinný (Emberiza buchanani)
- Strnad savanový (Emberiza cabanisi)
- Strnad šedokrký (Emberiza caesia)
- Strnad kapský (Emberiza capensis)
- Strnad zlatobrvý (Emberiza chrysophrys)
- Strnad viničný (Emberiza cia)
- Strnad šedý (Emberiza cineracea)
- Strnad Brandtův (Emberiza cioides)
- Strnad cvrčivý (Emberiza cirlus)
- Strnad obecný (Emberiza citrinella)
- Strnad žlutohrdlý (Emberiza elegans)
- Strnad zlatoprsý (Emberiza flaviventris)
- Strnad šedotemenný (Emberiza fucata)
- Strnad pruhohlavý (Emberiza godlewskii)
- Strnad zahradní (Emberiza hortulana)
- Strnad skřivanovitý (Emberiza impetuani)
- Strnad Jankowského (Emberiza jankowskii)
- Strnad bělohrdlý (Emberiza koslowi)
- Strnad bělohlavý (Emberiza leucocephalos)
- Strnad černohlavý (Emberiza melanocephala)
- Strnad tundrový (Emberiza pallasi)
- Strnad somálský (Emberiza poliopleura)
- Strnad malinký (Emberiza pusilla)
- Strnad rolní (Emberiza rustica)
- Strnad rezavý (Emberiza rutila)
- Strnad rákosní (Emberiza schoeniclus)
- Strnad sokoterský (Emberiza socotrana)
- Strnad olivový (Emberiza spodocephala)
- Strnad bělolící (Emberiza stewarti)
- Strnad pruhovaný (Emberiza striolata)
- Strnad podhorský (Emberiza sulphurata)
- Strnad skalní (Emberiza tahapisi)
- Strnad černohrdlý (Emberiza tristrami)
- Strnad lesní (Emberiza variabilis)
- Emberiza vincenti
- Strnad japonský (Emberiza yessoensis)